# Надвірнянський район
Надвірня́нський райо́н (Надвірнянщина) — район Івано-Франківської області в Україні, утворений 2020 року. Адміністративний центр — місто Надвірна.

## Історія
Район створено відповідно до постанови Верховної Ради України № 807-IX від 17 липня 2020 року. До його складу увійшли: Яремчанська, Надвірнянська міські, Ворохтянська, Делятинська, Ланчинська селищні, Поляницька, Пасічнянська, Переріслянська сільські територіальні громади.
Раніше територія району входила до складу Надвірнянського (1940—2020) району (окрім території Саджавської сільської ради, яка увійшла до меж Коломийського району) та ліквідованої тією ж постановою Яремчанської міської ради.